# Auchy-la-Montagne
Auchy-la-Montagne – miejscowość i gmina we Francji, w regionie Hauts-de-France, w departamencie Oise.
Według danych na rok 1990 gminę zamieszkiwało 385 osób, a gęstość zaludnienia wynosiła 48 osób/km² (wśród 2293 gmin Pikardii Auchy-la-Montagne plasuje się na 622. miejscu pod względem liczby ludności, natomiast pod względem powierzchni na miejscu 604.).